# Joseph Domergue de Beauregard
Joseph Domergue de Beauregard est un homme politique français né le 24 février 1733 à Mende (Lozère) et mort le 2 janvier 1817 au même lieu.
Militaire de carrière, il prend sa retraite avant la Révolution, avec le grade de capitaine. Commandant de la garde nationale en 1789 puis maire de Mende, il est député de la Lozère de 1791 à 1792, siégeant dans la majorité à Assemblée nationale législative. Il est ensuite président du directoire du département puis commissaire du gouvernement près l'administration du département. Il est de nouveau maire de Mende de 1801 à 1803, puis conseiller de préfecture.

## Sources
- « Joseph Domergue de Beauregard », dans Adolphe Robert et Gaston Cougny, Dictionnaire des parlementaires français, Edgar Bourloton, 1889-1891 [détail de l’édition]